# 阿洛福
阿洛福（英語：Alofau）是美屬薩摩亞圖圖伊拉島東南方海岸的一座村莊。它位於法加伊圖阿灣的東端，帕果帕果以東六英里，位於帕蓋和阿莫利之間。阿洛福位於薩奧利縣。根據2000年美國人口普查的數據顯示，其人均收入為4,357美元。
阿洛福火山是圖圖伊拉島的一座主要火山。